# Нептунаты
Нептунаты — группа химических соединений, в которых нептуний входит в состав аниона. Являются сильными окислителями, особенно фторонептунаты, близкими к персульфату.
Образуются при сплавлении оксидов нептуния с оксидами активных металлов.

## Получение
- Тринептунат(VI) цезия, пентанептунат(VI) цезия,  получают разложением при нагревании смеси нитратов цезия и нептуния.

## Примеры

### Фторонептунаты
- Гексафторонептунат бария — комплексная соль бария, нептуния и плавиковой кислоты с формулой Ba[NpF6].
- Гексафторонептунат калия
- Гексафторонептунат натрия
- Гексафторонептунат рубидия
- Гептафторонептунат рубидия
- Гептафторонептунат свинца
- Гексафторонептунат свинца
- Гексафторонептунат стронция
- Гексафторонептунат цезия
- Диоксидифторонептунат калия
- Диоксидифторонептунат рубидия
- Диоксипентафторонептунат калия
- Октафторонептунат натрия

### Нептунаты - комплексные оксиды
- Нептунат(VI) кальция — комплексный оксид нептуния и кальция с формулой CaNpO4
- Нептунат(VI) бария
- Нептунат(VI) гексанатрия
- Нептунат(VI) дибария-магния
- Нептунат(VI) дибария-стронция
- Нептунат(VI) калия
- Нептунат(VI) натрия
- Нептунат(VI) рубидия
- Нептунат(VI) стронция
- Нептунат(VI) тетранатрия
- Нептунат(VI) трибария
- Нептунат(VI) цезия